# 山崎理恵子
山﨑 理恵子（やまざき りえこ、1944年7月11日 - 2024年1月18日）は、日本の洋画家、書家。茨城県常総市のいのちを語り継ぐ美術館の委員長。また、毎年8月6日に原爆ドームの前に、キャンバスを置き合作絵画を制作する原爆ドーム合作絵画の会の初代主宰。合作絵画の活動を30年以上続けた。

## 略歴・人物
原爆ドームで不思議な出来事を体験して以来、原爆ドームを描き続け、世界に向けて鎮魂と平和のメッセージを送り続ける画家である。
5歳の頃、 戦争の写真を見て「大人になったら戦争をなくす」と決心した。小学2年生のときに「みんなでお絵かきしたら優しい心になって戦争をしなくなる」と感じ、絵の先生を志すようになる。
茨城県立水海道第一高等学校・附属中学校卒業。
女子美術大学で実技を、共立女子大学で美学と美術史を学んだ。後に4年間、高校の美術教師を勤める。
1888年、原爆ドームの前に大きなキャンバスを置き、道ゆく人と合作の絵画を制作する活動を始める。「原爆ドーム合作絵画の会」は毎年8月6日に開催された。
原爆の悲惨さ、亡くなった方々の思いを語り継ぎ、広島・長崎だけでなく、関東でも、このことを考える場所をつくりたいという思いから、2011年「いのちを語り継ぐ美術館」を設立。原爆ドーム合作画の会を毎年開催。2014年には、世界遺産の中尊寺にて原爆ドームの絵画の展覧会を開催。
また、絵画を通しての町おこしや平和を伝える活動から日に日に人々の共感を呼び、支援の輪が広がりTVや雑誌・新聞等で取り上げられる数は数十回にものぼる。

## 出演

### テレビ番組
- NHKニュースおはよう日本（2007年、NHK総合）
- こんにちはいっと6けん「語り継ぐ美術館」（2011年、NHK総合）

## 著書

### 単著
- 『猫と理恵子の奥の細道』（藍書房、1995年）
- 『広島のハト』（草輝出版刊、1998年）
- 『4000人の原爆ドーム』（幻心舎、2017年）
- 『原爆ドーム 4000人の心』（幻心舎、2020年）

### 共著・特集
- 『ともしび』（2015年）

- 『活動遺産』（デザインエッグ、2024年）- 編者:清古尊、共著:西村博之、スミマサノリ、はしもとみお、山村浩一など。